# たいじ
たいじ（1991年3月24日 - ）は、日本のストリーマー・元プロゲーマー。本名は吉田 友樹（よしだ ゆうき）。主にライブ配信プラットフォームOPENREC.tvで配信活動をしており、YouTubeにも動画を投稿している。

## 人物・エピソード
- 2022年9月16日よりプロeスポーツチームREJECTから発足されたゲーミングブランドREVIZEに所属[1]。2024年7月のブランド統合に伴い、REJECTストリーマー部門へ移籍[2]。
- 2022年5月まで株式会社CyberZとプロ契約を結んでおり、プロゲーミングチーム「GG BOYZ」を結成していた[3][4]。
- eBASEBALLプロリーグ2019シーズン・2020シーズンでは読売ジャイアンツと契約していた[5]。
- 2021年10月からポメラニアンを飼い始めており、名前は「ましろ」という[6][7]。

## 経歴

### 生い立ち
1991年、北海道にて生誕。2歳の頃からゲームを始める。小学校時代は『大乱闘スマッシュブラザーズ』『ゴールデンアイ 007』などをプレイしており、『パーフェクトダーク』で初めてのタイムアタックをした。2002年頃、オンラインゲーム『風の王国』に熱中。同時期に2ちゃんねるを知り、その影響から掲示板やゲーム内で荒らしをしたこともある。中学高校時代にかけて2ちゃんねるでゲーム配信を見ていたことが後の配信活動へと繋がる。

### 初配信
2009年6月、なんでも実況Vにてバイオハザードの実況プレイを初配信。マイクの音質が悪く胎内から配信しているように聞こえたことから視聴者に「胎児」と名付けられた。バイオハザード4ではストーリーを無改造・初期体力・初期ハンドガン・ノーコンテニュー縛りで世界初クリア、5ではマーセナリーズを実験施設以外のステージで世界一、6ではマーセナリーズを発売一週間で全てのステージで世界一などの記録を残す。

### スプラトゥーン発売直後
2015年5月末、妻のために購入したスプラトゥーンに自身が熱中。同年6月24日からニコニコ動画でスプラトゥーンのプレイ動画の投稿を始め、10月21日からはニコニコ生放送にて配信を始める。動画投稿のきっかけを2016年1月の配信では「妻の家族に視点を見たいと言われたから」と話していたが、後のインタビューでは「投稿されていたプレイ動画よりも自身の方が上手いと感じたから」と答えている。

### チーム活動開始
知人である竹田ぺろあきからコミュニティ大会「チーム総イカ戦」の話を持ちかけられ、チーム結成を企てる。当大会の主催者であるあのポンは参加資格を設けており、活動に問題のあるプレイヤーは落とすと聞いたたいじは誘いを断り、自らチームメイトを選抜し作り上げることにした。Twitterでメンバー募集の呼びかけを行うなどしたのち、しゅーとん、ギコ、りょぼと共に固定チーム「U Kids」を結成。大会前にはチョーシランキング上位を独占、チーム総イカ戦を全戦全勝で優勝しその実力を轟かせた。当時では珍しい言葉数を極力減らした位置報告が「歯医者のよう」と話題になり、プレイ以外の面でも有名チームの一つとなった。
その後、いくつかの大会に出場するも優勝に届くことはなく準優勝やベスト4、ベスト8という結果を多く重ねたことから「無冠の帝王」と揶揄されるようになる。スプラトゥーンの生放送主で最も同時接続視聴者を集めていたことなど他にも理由はいくつかあると思われるが、「スプラトゥーンの王」の由来の原点はおそらくここからきている。
第3回ラピラビ杯を準優勝で終えた後U Kidsは思うような成績が残せず、大会への出場も徐々に減っていき2016年には事実上解散状態となった。

### No Kidsメンバーとして活動
チーム「文明開化」でeSPLでの優勝を果たしたものの、あくまで即席のチームであったため再び固定チームを探す状態に戻っていた。そんな折、ちょうどたいじと同じような状態にあった元Anotherのぱいなぽ～、元Decoyのツンデレ娘が新しい固定チームのメンバーを勧誘しており、たいじは暫定的な候補メンバーの一人として元NISのダイナモンとともに誘われ、固定チーム「No Kids」として活動することになった。
No Kidsでは結成後初の大会から優勝を飾り、その後も強豪プレイヤーの集うハイレベルな大会において次々と優勝を重ねた。しかし大規模大会の連続優勝記録を4回とした後、環境の変化や周りのプレイヤーたちの研究が進んだこともあり、スプラチャンピオンシップでは初めて優勝を逃す。その後しばらく優勝からは遠ざかったものの、その後Splated杯、スプラチャンピオンシップでまたも連続優勝を果たした。だが2017年のSyCUPでは早々に敗退を喫し、その後メンバーの一人ぱいなぽ～が「就職活動に専念したい」との理由からチームを去り、チームは解散となった。

### スプラトゥーン2発売・GG BOYZ結成後
2017年にスプラトゥーンの続編である『スプラトゥーン2』が発売されると、GG BOYZ（通称：GZ）を固定チームとして活動。第2回WFB杯で優勝したチーム「SnowballFight」（メンバー：ダイナモン、えとな、やまみっちー）が元となっている。
2017年CyberZ社とスポンサー契約を締結。GG BOYZのメンバーを集める際、ダイナモンは入れるのが本人の中で確定していたため本人と二人で残りの二人のチームメンバーを選んだ。
第3回スプラトゥーン甲子園九州地区大会では準優勝に終わったものの、オンライン甲子園で優勝。オンライン代表として第3回スプラトゥーン甲子園に出場し優勝を果たし、決勝後のインタビューに際しては「やっぱりスプラトゥーンの王はこの俺なんだな」と発言した。出場権を獲得したSplatoon2の世界大会である「Splatoon2 WorldChampionship 2018」でも優勝、『スプラトゥーン2』の世界王者となる。その後も勢いは留まらず、第4回スプラトゥーン甲子園・Splatoon2WorldChampionship2019優勝。スプラトゥーン甲子園・スプラトゥーン世界大会の連覇を達成した。
ガチルールを採用している非公式大会においても結成初期からその強さは健在であり、2018年に他のプロチームも交えて行われたSplat Japan LeagueやPlatinum Cupで優勝するなど、トッププロとしての実績を残している。しかしそれ以降の対戦環境下では戦績が奮わず、高い実績を誇っていたナワバリバトル形式の大会においても、二度目の全国優勝後に開催されたNPB eスポーツシリーズでは優勝を逃した。成績不振に伴うモチベーションの低下によって大会出場やチーム練習の機会が減少していく中、第5回甲子園大会の予選を控えた時期にメンバーの一人やまみっちーがチームへの不満を配信上で露わにしたことで、チームは予選出場を見送り活動休止状態に陥った。その後数ヶ月に及ぶ話し合いの結果、2019年11月27日にやまみっちーは学業に専念するとの理由で活動休止を発表した。たいじを含めた他のメンバー3人は残留し、抜けたやまみっちーの穴埋めとしてれんぞーんを招き、2020年2月には第5回スプラトゥーン甲子園関東地区大会DAY1で優勝。本戦への出場権を獲得した。本戦では3連覇を期待されていたものの、DAY2の1回戦で敗れベスト8に終わった。
れんぞーん加入後のGG BOYZは、甲子園の本戦がコロナ禍の影響で延期していた期間中と本戦の後にわたって開催されていたPremier Leagueにも招待され出場したが、出場6チーム中最下位という結果に終わった。先述したように公式大会で採用されているナワバリバトル以外のガチルールでの弱点がかねてから懸念されていたが、それが露呈した形となった。

### 実況パワフルプロ野球での活動
2018年に野球ゲーム・実況パワフルプロ野球のeスポーツリーグである「eBASEBALL プロリーグ」の西日本オフライン選考会で合格し、読売ジャイアンツ代表選手として2位指名で入団。メンバーはてぃーの、ころころ。本格的に同ゲームをプレイし始めて2か月でプロ入りを果たす。パワプロ歴の短さと別ゲーム（スプラトゥーン2）の世界王者という異質な経歴からメディアからの脚光を浴びる。
当初はパワプロ歴の短さからプレイに対し信用が薄かったが、第3節にて初勝利を収めると続けて4・5節も連勝、最終的には3勝1分1敗でチームの中で一番の勝ち頭となった。CSに3位で出場し広島を破ったが、その後横浜に敗北。
eBASEBALL 2019では読売ジャイアンツの継続契約選手として参戦。昨年のメンバーに加え新たにどぅーけんを加え活動した。セ・リーグ優勝は逃したものの、終始安定した成績を残し日本シリーズを勝ち上がりパワプロ日本一に輝き、スプラトゥーンに加えパワプロにおいても日本一の座を獲得した。
eBASEBALL 2020でも読売ジャイアンツ継続契約選手として参戦することが確定した。この年はスプラトゥーンのプロとしての戦績が奮わなかったこともあり、パワプロでの連覇を期待されていたが、リーグ順位は3位、CSでも横浜に敗退という結果に終わった。

## 大会戦績
公式大会、企業主催・協賛、その他ベスト4以上を掲載。

### スプラトゥーン

#### コミュニティ大会
| 開催日              | 大会名                                | 開催地         | 結果    | チーム                           | メンバー                                                             |
| 2015年              | 2015年                                | 2015年         | 2015年  | 2015年                           | 2015年                                                               |
| ------------------- | ------------------------------------- | -------------- | ------- | -------------------------------- | -------------------------------------------------------------------- |
| 8月16日             | チーム総イカ戦                        | 日本           | 優勝    | U Kids                           | しゅーとん、ギコ、りょぼ                                             |
| 9月8日              | 第2回チーム対抗トーナメント           | 日本           | 準優勝  | U Kids                           | しゅーとん、ギコ、りょぼ                                             |
| 10月11日            | Inkstorm Ⅰ                            | アメリカ合衆国 | 3位     | Samurai Kidz                     | ティラミス、はんじょう、ゆうりょうboy†                               |
| 11月8日             | ブキ統一杯                            | 日本           | 優勝    | スーパーハイパーウルトラショット | くーたか、もやかわ、やりものさん                                     |
| 11月15日            | 第3回ラピラビ杯                       | 日本           | 準優勝  | U Kids                           | しゅーとん、ギコ、りょぼ                                             |
| 12月6日             | kaleid杯                              | 日本           | ベスト4 | Samurai Kidz                     | ティラミス、はんじょう、ゆうりょうboy†                               |
| 2016年              |                                       |                |         |                                  |                                                                      |
| 3月18日 - 5月1日    | EndGame Splatoon Premier League(eSPL) | アメリカ合衆国 | 優勝    | 文明開化                         | くろす、きっとかっと、ねくら、ティラミス、はんじょう、ゆうりょうboy† |
| 5月15日             | 第九回ラピラビ杯                      | 日本           | 3位     | ポテトサラダ                     | にょーい、ねくら、わかるーん                                         |
| 5月29日             | スプラ感謝祭2016ガチ部門大会          | 日本           | 優勝    | No Kids                          | ダイナモン、ツンデレ娘、ぱいなぽ～                                   |
| 6月12日             | 第十回ラピラビ杯                      | 日本           | 優勝    | No Kids                          | ダイナモン、ツンデレ娘、ぱいなぽ～                                   |
| 7月18日             | 第1回INKup                            | 日本           | 優勝    | No Kids                          | ダイナモン、ツンデレ娘、ぱいなぽ～                                   |
| 8月21日             | 第一回STPドラフト杯                   | 日本           | 準優勝  | 胎児軍                           | ティラミス、かよたそ、とりバード                                     |
| 8月27日             | 第2回INKup                            | 日本           | 優勝    | No Kids                          | ダイナモン、ツンデレ娘、ぱいなぽ～                                   |
| 8月28日             | スプラチャンピオンシップ              | 日本           | 3位     | No Kids                          | ダイナモン、ツンデレ娘、ぱいなぽ～                                   |
| 10月7日             | 第7回エリア杯                         | 日本           | 優勝    | Baby Monster                     | ダイナモン、ティラミス、ぱいなぽ～                                   |
| 10月30日            | 第二回STPドラフト杯                   | 日本           | 3位     | ざっとカンパニー                 | ✝zatto✝、ティラミス、ザク                                            |
| 11月26日            | 第3回Splated杯                        | 日本           | 優勝    | No Kids                          | ダイナモン、KaNoN（ツンデレ娘）、ぱいなぽ～                          |
| 12月10日 - 12月11日 | スプラチャンピオンシップ2016 Winter   | 日本           | 優勝    | No Kids                          | ダイナモン、KaNoN（ツンデレ娘）、ぱいなぽ～                          |
| 12月17日            | 第三回STPドラフト杯                   | 日本           | 3位     | おでん♀                          | KaNoN（ツンデレ娘）、かよたそ、でんちゃん♪                           |
| 2017年              |                                       |                |         |                                  |                                                                      |
| 1月29日             | STP Tournament                        | 日本           | ベスト4 | イカ焼きマントマン               | わーさん、ねーじゅ、ku                                               |
| 2月18日             | 第四回STPドラフト杯                   | 日本           | 準優勝  | MOGYU!!!                         | ぱいなぽ～、ぴょん、せるてぃあ                                       |
| 3月11日             | 第9回ミックス杯                       | 日本           | 優勝    | おーん                           | あとばる、ねーじゅ、わーさん                                         |
| 3月20日             | 第二回STP BIGBANG CUP                 | 日本           | 4位     | ミファーの祈り                   | クラリー、かよたそ、にっと                                           |
| 4月15日 - 4月16日   | 第七回WFB杯                           | 日本           | 準優勝  | 主将組っω・)つ                   | くろす、ダイナモン、わかるーん                                       |
| 4月23日             | 第2回INTag杯                          | 日本           | 優勝    | はなごえ                         | ダイナモン、とまと、ねくら                                           |
| 5月13日             | スプラ感謝祭2017 INKup                | 日本           | 優勝    | TANK                             | ダイナモン、ふぁい、Milktea                                          |
| 5月20日             | スプラ感謝祭2017 Splated杯            | 日本           | 準優勝  | TANK                             | ダイナモン、ふぁい、Milktea                                          |
| 5月26日             | 第11回エリア杯                        | 日本           | 準優勝  | ぱっけらまーお                   | ダイナモン、あとばる、ゆっきー                                       |
| 5月27日             | 第五回STPドラフト杯                   | 日本           | 優勝    | ドン勝                           | ふぁい、あとばる、くろす                                             |
| 5月28日             | スプラ感謝祭2017 THE FINAL            | 日本           | 4位     | TANK                             | ダイナモン、ふぁい、Milktea                                          |
| 7月14日             | STPラストマッチ                       | 日本           | 4位     | Evolution                        | ダイナモン、ninniku、Milktea                                         |
| 2022年              |                                       |                |         |                                  |                                                                      |
| 12月27日            | エリア杯＋2015                        | 日本           | ベスト4 | No kids                          | ダイナモン、ツンデレ娘、ぱいなぽ～                                   |

### スプラトゥーン2

#### 国内大会
| 開催日            | 大会名                                                        | 開催地 | 結果    | チーム                   | メンバー                         |
| 2017年            | 2017年                                                        | 2017年 | 2017年  | 2017年                   | 2017年                           |
| ----------------- | ------------------------------------------------------------- | ------ | ------- | ------------------------ | -------------------------------- |
| 12月3日           | 第3回スプラトゥーン甲子園 九州地区大会 イカス屋台トーナメント | 日本   | ベスト4 | GG BOYZ                  |                                  |
| 2018年            |                                                               |        |         |                          |                                  |
| 1月20日           | 第3回スプラトゥーン甲子園 オンライン代表決定トーナメント      | 日本   | 優勝    | GG BOYZ                  |                                  |
| 2月11日           | 第3回スプラトゥーン甲子園 全国決勝大会                        | 日本   | 優勝    | GG BOYZ                  |                                  |
| 11月4日           | 第4回スプラトゥーン甲子園 関東地区大会DAY2                    | 日本   | 優勝    | GG BOYZ                  |                                  |
| 2019年            |                                                               |        |         |                          |                                  |
| 1月27日           | 第4回スプラトゥーン甲子園 全国決勝大会                        | 日本   | 優勝    | GG BOYZ                  |                                  |
| 5月18日 - 5月19日 | NPB eスポーツシリーズスプラトゥーン2 パ・リーグ代表決定戦     | 日本   | 優勝    | 福岡ソフトバンクホークス | ダイナモン、えとな、やまみっちー |
| 5月19日           | NPB eスポーツシリーズスプラトゥーン2 e日本シリーズ            | 日本   | 準優勝  | 福岡ソフトバンクホークス | ダイナモン、えとな、やまみっちー |
| 2020年            |                                                               |        |         |                          |                                  |
| 2月8日            | 第5回スプラトゥーン甲子園 関東地区大会 DAY1                   | 日本   | 優勝    | GG BOYZ                  |                                  |
| 8月15日 - 8月16日 | 第5回スプラトゥーン甲子園 全国決勝大会                        | 日本   | ベスト8 | GG BOYZ                  |                                  |

#### 国際大会
| 開催日  | 大会名                            | 開催地         | 結果   | チーム  | メンバー |
| 2018年  | 2018年                            | 2018年         | 2018年 | 2018年  | 2018年   |
| ------- | --------------------------------- | -------------- | ------ | ------- | -------- |
| 6月12日 | Splatoon2 World Championship 2018 | アメリカ合衆国 | 優勝   | GG BOYZ |          |
| 2019年  |                                   |                |        |         |          |
| 6月9日  | Splatoon2 World Championship 2019 | アメリカ合衆国 | 優勝   | GG BOYZ |          |

#### コミュニティ大会
| 開催日              | 大会名                           | 開催地 | 結果               | チーム                                       | メンバー                               |
| 2017年              | 2017年                           | 2017年 | 2017年             | 2017年                                       | 2017年                                 |
| ------------------- | -------------------------------- | ------ | ------------------ | -------------------------------------------- | -------------------------------------- |
| 8月13日             | 第一回ラピラビ杯plus             | 日本   | 3位                | よろっしゃーず！！！                         | ダイナモン、ゆっきー、ガワタ           |
| 8月20日             | 第1回WEB杯                       | 日本   | 準優勝             | ふぁいふぁい                                 | ダイナモン、ガワタ、ふぁい             |
| 10月22日            | 第二回WFB杯                      | 日本   | 優勝               | Snowball Fight                               | ダイナモン、えとな、やまみっちー       |
| 11月19日            | 第六回ドラフト杯                 | 日本   | 4位                | チーム三文字                                 | ねくら、ろんつ、ふぁい                 |
| 11月25日            | 第4回Splatted杯                  | 日本   | 4位                | Snowball Fight                               | ダイナモン、やまみっちー、かよたそ     |
| 2018年              |                                  |        |                    |                                              |                                        |
| 3月21日             | RAGE Splatoon2 Extreme           | 日本   | ベスト4            | GG BOYZ                                      |                                        |
| 3月25日             | 第七回ドラフト杯                 | 日本   | 4位                | 顔面開花                                     | はんじょう、かよたそ、あとばる         |
| 4月15日             | 第1回RollerCup                   | 日本   | 3位                | たいたいのはんはんでむくむくしたいP.S.りょぼ | はんじょう、MKR、りょぼ                |
| 5月8日 - 5月30日    | SplatJapanLeague Season1         | 日本   | 優勝               | GG BOYZ                                      |                                        |
| 6月19日 - 7月18日   | SplatJapanLeague Season2         | 日本   | 3位                | GG BOYZ                                      |                                        |
| 7月8日              | 第八回ドラフト杯                 | 日本   | 4位                | リーフ21                                     | かよたそ、りーふ、7ちゃん              |
| 7月22日             | SplatJapanLeague Playoff         | 日本   | 2位                | GG BOYZ                                      |                                        |
| 8月4日              | PlatinumCup 4th                  | 日本   | 優勝               | GG BOYZ                                      |                                        |
| 10月6日             | 第九回ドラフト杯                 | 日本   | 優勝               | うさぎとはげ                                 | かよたそ、ぴょん、反射神経             |
| 10月13日 - 10月14日 | 第2回ミリンケーキ杯              | 日本   | 準優勝             | GG BOYZ                                      |                                        |
| 12月26日            | 第十回ドラフト杯                 | 日本   | 4位                | いるまにあふぁみりー                         | いるま、メンしの、ふぃーにゃん         |
| 2019年              |                                  |        |                    |                                              |                                        |
| 3月9日              | 第1回ハム太郎杯                  | 日本   | 優勝               | とっとこたいちゃんズ                         | ティラミス、はんじょう、すいさん       |
| 6月30日             | 第十一回ドラフト杯               | 日本   | 3位                | 丸亀ミルクデーブShou店                       | ミルクレープ、まるがめうどんマン、Shou |
| 8月2日              | 第13回すし杯                     | 日本   | 準優勝             | GGマリボーイズ～豚を添えて～                 | ダイナモン、くろす、るす               |
| 8月10日             | 第9回ひまわり杯                  | 日本   | ベスト4            | お茶漬けの素                                 | よつば♪、くろす、ダイナモン            |
| 10月27日            | 第十二回ドラフト杯               | 日本   | 4位                | はげびーふふぁみりー                         | いるま、わさびーふ、けいとぅーん       |
| 12月27日            | 第一回ナワバリドラフト杯         | 日本   | 準優勝             | ビジネスパートナー                           | ぴょん、テルミ、ミリン                 |
| 2020年              |                                  |        |                    |                                              |                                        |
| 4月26日             | 第十三回ドラフト杯               | 日本   | ベスト4            | テキーラ                                     | りぃれ、えとな、ku                     |
| 5月2日              | 第4回ミリンケーキ杯              | 日本   | ベスト16           | No Kids                                      | ダイナモン、ぱいなぽ～、ツンデレ娘     |
| 5月9日              | 第27回エリア杯+                  | 日本   | 準優勝             | 王直属護衛軍                                 | ティラミス、バズ、ぱいなぽ～           |
| 6月14日             | Dream Draft                      | 日本   | 優勝               | 主催者やぞ                                   | るす、ku、ちかし                       |
| 9月26日             | 第32回ツキイチ・リーグマッチ     | 日本   | 4位                |                                              | ぴょん、ミルクティー、ティラミス       |
| 10月10日            | 日本東西烏賊祭                   | 日本   | 引き分け           | 西軍 たいじチーム                            | りうくん、バズ、ぱいなぽ～             |
| 2021年              |                                  |        |                    |                                              |                                        |
| 1月24日             | 第十四回ドラフト杯               | 日本   | 4位                | 月下boyz                                     | りうくん、ダイナモン、ひいらぎ         |
| 7月25日             | 第二回日本東西烏賊祭             | 日本   | 勝利               | 西軍 たいじチーム                            | ぱいなぽ～、のりすけ、メロン           |
| 8月7日 - 8月8日     | カラマリインビテーショナル vol.1 | 日本   | 3位                | GG BOYZ                                      |                                        |
| 9月5日              | 第十五回ドラフト杯               | 日本   | 準優勝             | じじいとボーイズ                             | しめぴい、れんたな、ダイナモン         |
| 12月4日             | 第1回エイジチャンプルーカップ    | 日本   | 優勝               | 3000と30                                     | りうくん、ちょこぺろ、おおえのたかゆき |
| 2022年              |                                  |        |                    |                                              |                                        |
| 1月16日             | 第十六回ドラフト杯               | 日本   | 3位                | べんざぺろぺろboyz                           | べんざえーす、ちょこぺろ、ダイナモン   |
| 4月17日             | たいじ軍VSはんじょう軍           | 日本   | 敗北               | たいじ軍 たいじチーム                        | ダイナモン、ぱいなぽ～、ねっぴー       |
| 7月16日 - 7月17日   | カラマリインビテーショナル vol.2 | 日本   | DAY1 1位、DAY2 5位 | 燃えた果実の鎮魂歌（レクイエム）             | りうくん、メンタリティしのはら、れき   |
| 8月7日              | カラフェス                       | 日本   | 4位                | 美女と眼鏡                                   | 郡道美玲、風次、山吹りょう             |
| 8月21日             | 第十七回ドラフト杯               | 日本   | 準優勝             | センシティブパンダ                           | ゆゆし、メロン、りるりーる             |

### スプラトゥーン3

#### 国内大会
| 開催日            | 大会名                                     | 開催地 | 結果    | チーム         | メンバー                   |
| 2023年            | 2023年                                     | 2023年 | 2023年  | 2023年         | 2023年                     |
| ----------------- | ------------------------------------------ | ------ | ------- | -------------- | -------------------------- |
| 7月23日           | スプラトゥーン甲子園2023 東海地区大会 DAY2 | 日本   | 優勝    | BangColorBabyZ | ダイナモン、るす、れんたな |
| 2024年            |                                            |        |         |                |                            |
| 3月30日 - 3月31日 | スプラトゥーン甲子園2023 全国決勝大会      | 日本   | ベスト8 | BangColorBabyZ | ダイナモン、るす、れんたな |

#### コミュニティ大会
| 開催日   | 大会名                                             | 開催地 | 結果    | チーム             | メンバー                             |
| 2022年   | 2022年                                             | 2022年 | 2022年  | 2022年             | 2022年                               |
| -------- | -------------------------------------------------- | ------ | ------- | ------------------ | ------------------------------------ |
| 11月4日  | イカタウン ガチエリア杯                            | 日本   | 優勝    | TWG                | みけ、反射神経、りーふ               |
| 2023年   |                                                    |        |         |                    |                                      |
| 1月29日  | カラフェス2023冬                                   | 日本   | 4位     | 伸びしろ100%       | すもも、はんじょう、まぐにぃ         |
| 2月5日   | ベストイカップル杯-St.Valentine'sDay-              | 日本   | 準優勝  | 王と奴隷           | れいまる                             |
| 2月8日   | いかてん-Weekly-#14                                | 日本   | 優勝    | TWG                | みけ、ダイナモン、メロン             |
| 2月25日  | 第18回ドラフト杯                                   | 日本   | 3位     | NEW吉田家          | りうくん、シューマ、クリックス       |
| 4月10日  | 海洋調査エメラルドオーシャンズカップ（ナワバリ）#4 | 日本   | ベスト4 | 北のたいじ         | るす、ダイナモン、れんたな           |
| 8月5日   | カラフェス2023夏                                   | 日本   | ベスト6 | ワイはかまへんで～ | りうくん、おおえのたかゆき、まぐにぃ |
| 8月6日   | 第三回日本東西烏賊祭                               | 日本   | 敗北    | 西軍 たいじチーム  | ぱいなぽ～、メロン、MAGIACE          |
| 2024年   |                                                    |        |         |                    |                                      |
| 11月24日 | 固定チーム対抗！スリュー杯                         | 日本   | 敗北    | 白軍 BBZ           | ダイナモン、るす、れんたな           |

### 実況パワフルプロ野球

#### eBASEBALL プロリーグ
| 開催日             | 大会名                                  | 開催地 | 結果   | チーム           | メンバー |
| 2018年             | 2018年                                  | 2018年 | 2018年 | 2018年           | 2018年   |
| ------------------ | --------------------------------------- | ------ | ------ | ---------------- | -------- |
| 11月10日 - 12月8日 | 2018シーズン eペナントレース セ・リーグ | 日本   | 3位    | 読売ジャイアンツ |          |
| 2019年             |                                         |        |        |                  |          |
| 11月3日 - 11月11日 | 2019シーズン eペナントレース セ・リーグ | 日本   | 準優勝 | 読売ジャイアンツ |          |
| 2020年             |                                         |        |        |                  |          |
| 1月25日            | 2019シーズン e日本シリーズ              | 日本   | 優勝   | 読売ジャイアンツ |          |
| 2020-2021年        |                                         |        |        |                  |          |
| 12月5日 - 1月9日   | 2020シーズン eペナントレース セ・リーグ | 日本   | 3位    | 読売ジャイアンツ |          |

### PUBG: BATTLEGROUNDS

#### コミュニティ大会
| 開催日   | 大会名                                              | 開催地 | 結果                                                            | チーム           | メンバー                               |
| 2017年   | 2017年                                              | 2017年 | 2017年                                                          | 2017年           | 2017年                                 |
| -------- | --------------------------------------------------- | ------ | --------------------------------------------------------------- | ---------------- | -------------------------------------- |
| 7月2日   | PUBG PARK #2                                        | 日本   | DUO 9位                                                         |                  | りょぼ                                 |
| 7月2日   | PUBG PARK #2                                        | 日本   | SQUAD 優勝                                                      |                  | とりバード、りんごもちぃ、りょぼ       |
| 7月9日   | PUBG PARK #3                                        | 日本   | 第1試合 7位 第2試合 24位                                        |                  |                                        |
| 9月18日  | PUBG PARK RAGE出張版                                | 日本   | 第1試合 23位                                                    |                  |                                        |
| 2018年   |                                                     |        |                                                                 |                  |                                        |
| 12月27日 | 実況者大集合!PUBGスペシャルマッチ                   | 日本   | 第1試合 3位 第2試合 6位 第3試合 6位 第4試合 22位                |                  | とりバード                             |
| 2021年   |                                                     |        |                                                                 |                  |                                        |
| 11月18日 | 蛇鳥布団～PUBG PARK復活させてみた!～                | 日本   | 第1試合 72位 第3試合 89位                                       |                  |                                        |
| 2022年   |                                                     |        |                                                                 |                  |                                        |
| 11月28日 | 蛇鳥布団～第2回PUBG PARK復活させてみた!～           | 日本   | 第2試合 6位 第3試合 47位 第4試合 36位                           |                  |                                        |
| 2023年   |                                                     |        |                                                                 |                  |                                        |
| 5月29日  | PUBG PARK 復活祭                                    | 日本   | 第1試合 32位 第2試合 10位 第3試合 89位                          |                  |                                        |
| 5月29日  | PUBG PARK 復活祭                                    | 日本   | 第4試合 24位                                                    |                  | まさのりch、BobSappAim、あっさりしょこ |
| 8月8日   | PUBG配信者No1決定戦                                 | 日本   | 第1試合 7位 第2試合 39位 第3試合 33位 第4試合 27位 第5試合 22位 |                  |                                        |
| 12月19日 | Rakuten esports cup 大争奪戦～こたつに集まらNight～ | 日本   | 6位                                                             | 桃源郷の彼方から | なるお、天鬼ぷるる、すもも             |
| 2024年   |                                                     |        |                                                                 |                  |                                        |
| 5月30日  | 蛇鳥布団～第3回PUBG PARK復活させてみた!～           | 日本   | 第1試合 2位 第2試合 67位                                        |                  |                                        |
| 12月18日 | 【OPENREC PARK】PUBG PARK vol.2                     | 日本   | 第1試合 62位                                                    |                  |                                        |
| 12月18日 | 【OPENREC PARK】PUBG PARK vol.2                     | 日本   | 第2試合 9位                                                     |                  | Euriece                                |
| 12月18日 | 【OPENREC PARK】PUBG PARK vol.2                     | 日本   | 第3試合 3位 第4試合 13位                                        |                  | Euriece、もこう、蛇足                  |

### Fortnite

#### コミュニティ大会
| 開催日   | 大会名           | 開催地 | 結果        | チーム       | メンバー           |
| 2018年   | 2018年           | 2018年 | 2018年      | 2018年       | 2018年             |
| -------- | ---------------- | ------ | ----------- | ------------ | ------------------ |
| 4月4日   | FORTNITE FACTORY | 日本   | 第2試合 8位 |              |                    |
| 2021年   |                  |        |             |              |                    |
| 12月29日 | ふぉとなふぇす   | 日本   | 11位        | おぷおぷ連合 | すもも、とりバード |

### Apex Legends

#### コミュニティ大会
| 開催日   | 大会名                                   | 開催地 | 結果                                                                         | チーム             | メンバー |
| 2020年   | 2020年                                   | 2020年 | 2020年                                                                       | 2020年             | 2020年 |
| -------- | ---------------------------------------- | ------ | ---------------------------------------------------------------------------- | ------------------ | --- |
| 7月24日  | RAGE×Legion Doujou Cup                   | 日本   | 4位                                                                          | チームストリーマー | こーすけ、すもも |
| 2021年   |                                          |        |                                                                              |                    | |
| 1月16日  | STREAMER PARK SEASON1 feat. DeToNator    | 日本   | 19位                                                                         | チームたいじ       | 蛇足、てっとおぶてっと |
| 4月10日  | えぺまつり                               | 日本   | 18位                                                                         | アゴ娘             | そらる、はんじょう |
| 6月20日  | SCARZ CUP powered by LEGION              | 日本   | 20位                                                                         | Team 蛇足          | 蛇足、ドンピシャ |
| 8月28日  | えぺまつり夏の陣                         | 日本   | 16位                                                                         | 年がゴイゴイスー   | すもも、ダイアン津田 |
| 10月20日 | FLARE CUP                                | 日本   | 11位                                                                         | まずは簡単な挨拶   | k4sen、はんじょう |
| 11月13日 | えぺまつり外伝2 冬将軍                   | 日本   | 3位                                                                          | チーム2            | 天月、まっちゃん |
| 12月26日 | CRえぺまつり                             | 日本   | 52位・HIKAKIN討伐賞                                                          |                    | 第1試合 一ノ瀬うるは、kinako 第2試合 Masuo、すでたき 第3試合 トナカイト、ボドカ 第4試合 らっだぁ、だるまいずごっど 第5試合 コウイチTV、Mukai      |
| 2022年   |                                          |        |                                                                              |                    | |
| 1月8日   | 超滅Apex2 予選day1 超滅carry             | 日本   | インフルエンサー枠 17位                                                      |                    | 第1試合 Ftyan、9impulse 第2試合 YukaF、Taisheen 第3試合 xenial、HammerDrill 第4試合 shoh、L1ng 第5試合 Depp、MatsuTash 第6試合 Mukai、RakyThought |
| 2月16日  | Apex3周年記念デュオカスタム              | 日本   | 第1試合 1位 第2試合 10位 第3試合 3位 第2試合 生存順位3位 第3試合 キル順位9位 |                    | まさのりch |
| 3月8日   | 狩野英孝とSPYGEAの凸凹杯                 | 日本   | 第1試合 ランク外 第2試合 生存順位3位 第3試合 キル順位9位                     | TEAM8              | 小池徹平 |
| 5月15日  | えぺまつり外伝S                          | 日本   | 16位                                                                         | AlphaAzurチーム    | AlphaAzur、saku |
| 9月22日  | 狩野英孝とSPYGEAの凸凹杯 vol.2           | 日本   | 7位                                                                          |                    | おおえのたかゆき |
| 10月15日 | 第四回えぺまつり本戦                     | 日本   | 13位 第4試合ソロ 優勝                                                        | ごいたいすーも     | すもも、ダイアン津田 |
| 2023年   |                                          |        |                                                                              |                    | |
| 3月4日   | SBI Neo festival NEXUM 2023 Apex Legends | 日本   | 20位                                                                         | チームやしろあずき | やしろあずき、やまみっちー |
| 3月10日  | えぺまつりトライアスロン                 | 日本   | 優勝                                                                         | HIKAKINチーム      | HIKAKIN、NIRU、Euriece、ハセシン、胡桃のあ、幕末志士 坂本、すもも、猫麦とろろ                                                                     |
| 5月21日  | えぺまつり外伝S3                         | 日本   | 15位                                                                         | BobSappAimチーム   | BobSappAim、YukaF |
| 8月26日  | えぺまつり夏の陣 再来                    | 日本   | 7位                                                                          | OPENREQ            | すもも、おおえのたかゆき、XQQ |
| 2024年   |                                          |        |                                                                              |                    | |
| 2月22日  | APEX LEGENDS BREAKOUT GOLD RUSH          | 日本   | 17位                                                                         |                    | YamatoN、りんごもちぃ |

### Fall Guys

#### コミュニティ大会
| 開催日  | 大会名                                  | 開催地 | 結果   | チーム             | メンバー                                 |
| 2021年  | 2021年                                  | 2021年 | 2021年 | 2021年             | 2021年                                   |
| ------- | --------------------------------------- | ------ | ------ | ------------------ | ---------------------------------------- |
| 3月27日 | PLAY ALIVE 2021 : Fall Guys Super Match | 日本   | 3位    | GG BOYZ            |                                          |
| 2022年  |                                         |        |        |                    |                                          |
| 3月26日 | PLAY ALIVE 2022 : Fall Guys Vol.2       | 日本   | 2位    | たいじ軍団         | とりバード、りょぼ、りんごもちぃ         |
| 7月10日 | 内乱会 featuring Fall Guys              | 日本   | 1位    | チームやふへゐ先生 | グループ5 恭一郎、蛇足、おおえのたかゆき |

### Call of Duty: Warzone

#### コミュニティ大会
| 開催日  | 大会名           | 開催地 | 結果     | チーム            | メンバー                 |
| 2022年  | 2022年           | 2022年 | 2022年   | 2022年            | 2022年                   |
| ------- | ---------------- | ------ | -------- | ----------------- | ------------------------ |
| 1月22日 | こっどふぇす外伝 | 日本   | 引き分け | SHAKA派閥 チーム4 | 蛇足、すもも、とりバード |

### Omega Strikers

#### コミュニティ大会
| 開催日 | 大会名         | 開催地 | 結果   | チーム       | メンバー                 |
| 2023年 | 2023年         | 2023年 | 2023年 | 2023年       | 2023年                   |
| ------ | -------------- | ------ | ------ | ------------ | ------------------------ |
| 5月6日 | おめすとふぇす | 日本   | 5位    | チームたいじ | すもも、おおえのたかゆき |

### ストリートファイター6

#### コミュニティ大会
| 開催日            | 大会名                                                               | 開催地         | 結果             | チーム                 | メンバー                                                      |
| 2023年            | 2023年                                                               | 2023年         | 2023年           | 2023年                 | 2023年                                                        |
| ----------------- | -------------------------------------------------------------------- | -------------- | ---------------- | ---------------------- | ------------------------------------------------------------- |
| 7月8日            | FAVCUP online Road to はじめてのEVO sponsored by アコム              | 日本           | ベスト12         |                        |                                                               |
| 8月20日           | BeastCup -DRIVE-                                                     | 日本           | ベスト123        |                        |                                                               |
| 9月13日           | REJECT FIGHT NIGHT Round2                                            | 日本           | 優勝             | TEAM A                 | 天鬼ぷるる、けんき、乾伸一郎、ウメハラ                        |
| 12月26日          | 年末配信者スト6アルティメット決戦 supported by OPENREC PARK          | 日本           | 優勝             | たいじLOVE             | ドンピシャ、よしなま、蛇足、RaMu                              |
| 2024年            |                                                                      |                |                  |                        |                                                               |
| 3月24日           | RAGE STREET FIGHTER                                                  | 日本           | 優勝             |                        |                                                               |
| 4月6日            | Tokyo Online Party 2024 Spring 3on3                                  | 日本           | ベスト64         | 運命の一劇             | マゴ、布団ちゃん                                              |
| 4月20日           | WCG CHALLENGE JAPAN ストリートファイター6                            | 日本           | 敗北             | Teamもこう             | もこう、ハイタニ、アール                                      |
| 5月18日           | ABCゲーム～All games Battle Championship～#2 ストリートファイター6編 | 日本           | 勝利             | チームたいじ           | もこう、橘ひなの、アルコ&ピース酒井健太                       |
| 5月24日           | REJECT FIGHT NIGHT Round3                                            | 日本           | 準優勝           | TEAM B                 | JapaneseKoreanUG、赤見かるび、XQQ、しんじさん、板橋ザンギエフ |
| 6月22日           | BeastCup 3on3 Ⅱ                                                      | 日本           | 無差別帯ベスト64 | REJECTストリーマー部門 | こく兄、ハイタニ                                              |
| 7月20日 - 7月21日 | EVO 2024 Street Fighter 6                                            | アメリカ合衆国 | ベスト129        |                        |                                                               |
| 8月3日            | RAGE SUPER MATCH Powered by Rakuten Optimism                         | 日本           | 優勝             | TEAM YOSHINAMA         | 如月れん、よしなま、Zerost、ハイタニ                          |
| 10月31日          | REJECT FIGHT NIGHT Round4                                            | 日本           | 優勝             | 黄金の列車             | かしわねこ、折咲もしゅ、ファン太、しんじ、LeShar              |
| 12月31日          | TOPANGA CONCEPT MATCH 2024                                           | 日本           | MATCH4 勝利      |                        |                                                               |
| 2025年            |                                                                      |                |                  |                        |                                                               |
| 1月31日           | REJECT FIGHT NIGHT Round5 OFFLINE                                    | 日本           | 準優勝           | 赤ペンおじさん         | わいわい、SHAKA、ろびん、しんじさん、ふ～ど                   |

### ポケットモンスター スカーレット・バイオレット

#### コミュニティ大会
| 開催日  | 大会名               | 開催地 | 結果   | チーム | メンバー |
| 2024年  | 2024年               | 2024年 | 2024年 | 2024年 | 2024年   |
| ------- | -------------------- | ------ | ------ | ------ | -------- |
| 7月29日 | OPENREC POKEMON PARK | 日本   | 4位    |        |          |

### VALORANT

#### コミュニティ大会
| 開催日         | 大会名          | 開催地 | 結果   | チーム       | メンバー |
| 2024年         | 2024年          | 2024年 | 2024年 | 2024年       | 2024年 |
| -------------- | --------------- | ------ | ------ | ------------ | --- |
| 8月12日 - 13日 | ハルヴァロ Act2 | 日本   | 3位    | かるびチーム | Aグループ 夜よいち、赤見かるび、ごっちゃんマイキー、ととみっくす、Mondo、TORANECO（コーチ） Bグループ 咲乃もこ、宙星ぱる、切嘛、まんさや、善悪菌（コーチ） |

### ぷよぷよeスポーツ

#### コミュニティ大会
| 開催日   | 大会名                                       | 開催地 | 結果    | チーム | メンバー |
| 2024年   | 2024年                                       | 2024年 | 2024年  | 2024年 | 2024年   |
| -------- | -------------------------------------------- | ------ | ------- | ------ | -------- |
| 11月27日 | 【OPENREC PARK】もこう presents ぷよぷよPARK | 日本   | ベスト8 |        |          |

### Delta Force

#### コミュニティ大会
| 開催日  | 大会名                        | 開催地 | 結果                                          | チーム       | メンバー                                                                    |
| 2024年  | 2024年                        | 2024年 | 2024年                                        | 2024年       | 2024年                                                                      |
| ------- | ----------------------------- | ------ | --------------------------------------------- | ------------ | --------------------------------------------------------------------------- |
| 12月7日 | RAGE Delta Force Streamer Cup | 日本   | 前半戦 第1試合 勝利 第2試合 勝利 第3試合 勝利 | スタンミ陣営 | スタンミ、ハセシン、神成きゅぴ、SPYGEA、YamatoN、けんき、GreedZz、DustelBox |
| 12月7日 | RAGE Delta Force Streamer Cup | 日本   | 後半戦 優勝                                   | チームE      | SPYGEA、YamatoN                                                             |

### その他
| 開催日            | 大会名                                           | 開催地 | 結果   | チーム     | メンバー                                                                                    |
| 2023年            | 2023年                                           | 2023年 | 2023年 | 2023年     | 2023年                                                                                      |
| ----------------- | ------------------------------------------------ | ------ | ------ | ---------- | ------------------------------------------------------------------------------------------- |
| 3月25日 - 3月26日 | 加藤純一 presents 配信者ハイパーゲーム大会       | 日本   | 3位    | TEAM関優太 | 関優太、SPYGEA、DJふぉい、けんき、おにや、あっさりしょこ、まさのり、Gero、RaMu              |
| 2024年            |                                                  |        |        |            |                                                                                             |
| 3月16日 - 3月17日 | 加藤純一 presents 第二回配信者ハイパーゲーム大会 | 日本   | 優勝   | TEAMもこう | もこう、たいじ、すもも、Euriece、かものはし、あっさりしょこ、天月、RaMu、えなこ、はんじょう |